# West Pittston
West Pittston es un borough ubicado en el condado de Luzerne en el estado estadounidense de Pensilvania. En el año 2000 tenía una población de 3,542 habitantes y una densidad poblacional de 881 personas por km².

## Geografía
West Pittston se encuentra ubicado en las coordenadas 41°19′46″N 75°47′59″O / 41.32944, -75.79972.

## Demografía
Según la Oficina del Censo en 2000 los ingresos medios por hogar en la localidad eran de $33,030 y los ingresos medios por familia eran $41,729. Los hombres tenían unos ingresos medios de $35,386 frente a los $20,656 para las mujeres. La renta per cápita para la localidad era de $20,370. Alrededor del 10.1% de la población estaba por debajo del umbral de pobreza.